# Туреччина на літніх Олімпійських іграх 1956
Туреччина брала участь в Літніх Олімпійських іграх 1956 року в Мельбурні (Австралія) у восьмий раз за свою історію, і завоювала дві срібні, три золоті і дві бронзові медалі. Країну представляли 13 спортсменів (усі — чоловіки).

## Медалісти
| Медаль | Спортсмен          | Вид спорту | Дисципліна                                          |
| ------ | ------------------ | ---------- | --------------------------------------------------- |
| Золото | Мітхат Байрак      | Боротьба   | Чоловіки, боротьба греко-римська боротьба, до 73 кг |
| Золото | Мустафа Дагистанли | Боротьба   | Чоловіки, боротьба вільна боротьба, до 57 кг        |
| Золото | Хаміт Каплан       | Боротьба   | Чоловіки, боротьба вільна боротьба, понад 87 кг     |
| Срібло | Риза Доган         | Боротьба   | Чоловіки, боротьба греко-римська боротьба, до 67 кг |
| Срібло | Ібрахім Зенгін     | Боротьба   | Чоловіки, боротьба вільна боротьба, до 73 кг        |
| Бронза | Дурсун Алі Егрибаш | Боротьба   | Чоловіки, боротьба греко-римська боротьба, до 52 кг |
| Бронза | Хюсеїн Акбаш       | Боротьба   | Чоловіки, боротьба вільна боротьба, до 52 кг        |